# Daniel Carlomagno
Daniel Carlomagno (nascido em São Simão) é um instrumentista, arranjador, cantor, compositor e produtor musical brasileiro.
Frequentou a faculdade de Letras da Unesp Araraquara. Como músico e produtor musical, trabalhou com vários artistas, como  Ney Matogrosso , Cesar Camargo Mariano, Marcos Valle, Nelson Motta, Renato Teixeira, Ed Motta, entre outros. Foi produtor musical de discos de estreia dos artistas João Marcelo Bôscoli, Luciana Mello, Wilson Simoninha e Pedro Mariano. Em 2005, lançou o CD intitulado "Daniel Carlomagno" pela gravadora Trama, contendo canções de sua autoria, no qual contou com participações de Marcos Valle, Renato Teixeira e Jair Oliveira.

## Discografia
- (2005) Daniel Carlomagno
- (2002) São Paulo Fashion Week – SPFW Vol. 3
- (2001) Daniel Carlomagno

## Obras
- Beira mar
- Casas
- Dia triste (c/ Antonia Teixeira)
- Distante calma
- Ela sabe
- Era pra ser